# توريروغاز
بلدية توريروغاز (بالإسبانية: Torreorgaz)‏، هي بلدية تقع في مقاطعة قصرش والتي تقع في منطقة إكستريمادورا، غرب إسبانيا.
يبلغ عدد سكانها 1.670 نسمة وفقاً لإحصائية سنة (2002).